# Bücker Bü 181
De Bücker Bü 181 Bestmann is een Duits tweezits-lesvliegtuig, ontworpen en gebouwd door Bücker. De eerste vlucht van een Bestmann vond plaats in februari 1939. Het toestel is ook bij Fokker, Hägglund & Söner AB, Moravan (toen nog bekend als Zlín) en Heliopolis gebouwd. In totaal zijn circa 3.400 exemplaren gebouwd.

## Ontwikkeling
Het prototype van de Bü 181, de D-ERBV, maakte haar eerste vlucht in februari 1939, met Arthur Benitz als piloot. Na grondige testvluchten door het Reichsluftfahrtministerium (RLM), het Duitse ministerie voor de luchtvaart, werd de Bü 181 genomineerd als het standaard lesvliegtuig voor de Luftwaffe. Serieproductie begon in 1940.

## Productie
De meeste Bü 181’s werden in de Bücker-fabriek in Rangsdorf geproduceerd, maar vanwege de vraag werd ook een productielijn opgezet in Nederland bij Fokker. Tot eind 1943 leverde Fokker 373 stuks aan de Luftwaffe. Productie van zowel de Bü 181B als de licht verbeterde Bü 181C begon in 1942 bij Fokker in Amsterdam-Noord. Nadat het fabriekscomplex van Fokker in juli 1943 meerdere malen was gebombardeerd verhuisde de productie naar verschillende locaties in Amsterdam, waaronder de behangselfabriek van Rath & Doodeheefver, en de rijwielenfabriek van Magneet in Weesp, die daartoe werd ontruimd. In totaal werden 708 stuks bij Fokker gebouwd.
Tussen 1943 en 1945 werden 125 Bü 181's gebouwd bij Hägglund & Söner AB in Zweden. Deze hadden Hirth HM 500A-motoren en kregen de benaming Sk 25. Niet lang voordat de Duitsers zich zouden terugtrekken uit Tsjechoslowakije werd bij  Zlín in Otrokovice een productielijn voor de Bü 181 opgezet. Na de Tweede Wereldoorlog werd de productie hier voortgezet onder de benamingen Z-181, Z-281 en Z-381. Bij de Tsjechoslowaakse luchtmacht stonden deze toestellen bekend als C-6 en C-106.
In de jaren vijftig kocht Heliopolis uit Egypte rechten voor de licentiebouw van Bestmannen vergelijkbaar met de Tsjecho-Slowaakse Z-381, met een Walter Minor-motor. Het toestel werd voor de Egyptische luchtmacht geproduceerd onder de naam Gomhouria. Nieuwere types van de Gomhouria werden geleverd aan andere Arabische luchtmachten. Op z’n minst zijn er 300 Gomhouria’s gebouwd en 3400 Bestmannen, van alle versies, inclusief de Gomhouria’s, in totaal. Daarvan is vandaag de dag nog slechts een handvol over.

## Operationele geschiedenis
Hoewel de Bü 181 slechts was gebouwd als lesvliegtuig voor de Luftwaffe heeft het toestel ook andere taken uitgevoerd, zoals het slepen van zweefvliegtuigen en communicatieve taken. Vanaf maart 1945 werden moesten alle Bü 181's worden verzameld om te worden omgebouwd tot nachtbommenwerper of tankjager. Door de slechte oorlogssituatie werden slechts weinig Bü 181's nog ingezet.

## Versies
- Bü 181V - prototype
- Bü 181B-0 - voorserie
- Bü 181B-1 - versie met Hirth HM 500 A motor
- Bü 181B-2 - versie met Hirth HM 500 A motor, zonder elektronica
- Bü 181B-3 - conversie van bestaande Bestmannen tot nachtbommenwerper
- Bü 181C-1 - versie met Hirth HM 500 B motor
- Bü 181C-2 - versie met Hirth HM 500 B motor, zonder elektronica
- Bü 181C-3 - conversie van bestaande Bestmannen tot tankjager met vier Panzerfausten

### Licentieversies
- Z-181 - dubbelzits-lesvliegtuig, Tsjecho-Slowaakse versie van de Bü 181, door Moravan, ook wel bekend als Z.181
- Z-281 - dubbelzits-lesvliegtuig, aangedreven met een Toma 4-motor, ook wel bekend als Z.281
- Z-381 - dubbelzits-lesvliegtuig, aangedreven met een Walter Minor-motor, 78 kW (105 pk), ook wel bekend als Z.381
- Gomhouria Mk I - dubbelzits-lesvliegtuig, Egyptische productieversie van de Z-381, in Egypte gebouwd door Heliopolis
- Gomhouria Mk II - dubbelzits-lesvliegtuig, aangedreven met een Continental C-145-motor, 108 kW (145 pk)
- Sk 25 - ook wel bekend als SK-25, Zweedse benaming voor de Bü 181

## Specificaties
- Bemanning: 2 (leerling en instructeur)
- Lengte: 7,85 m
- Spanwijdte: 10,6 m
- Hoogte: 2,05 m
- Vleugeloppervlak: 13,5 m²
- Leeggewicht: 480 kg
- Maximum startgewicht: 750 kg
- Motor: 1× Hirth HM 504A luchtgekoelde viercilinder-motor, 78 kW (105 pk)
- Maximumsnelheid: 215 km/h
- Kruissnelheid: 195 km/h
- Vliegbereik: 800 km
- Plafond: 5.000 m

## Omschrijving
De Bü 181 is een eenmotorige laagdekker met een vast landingsgestel. Het toestel heeft een HM 500A of HM 504 luchtgekoelde viercilinder; de Hirth HM 504A motor levert 105 pk.

Het toestel heeft gespleten welvingskleppen, dubbele besturing, twee verstelbare stoelen die naast elkaar staan opgesteld. De cockpit en romp van de Bestmann heeft een stalen buizenframe; het achterste stuk van de romp is gemaakt uit houten spanten. Ook de vleugels en staartsectie zijn gemaakt uit hout. Alle kleppen zijn gemaakt uit hout en overspannen met doek van linnen. 

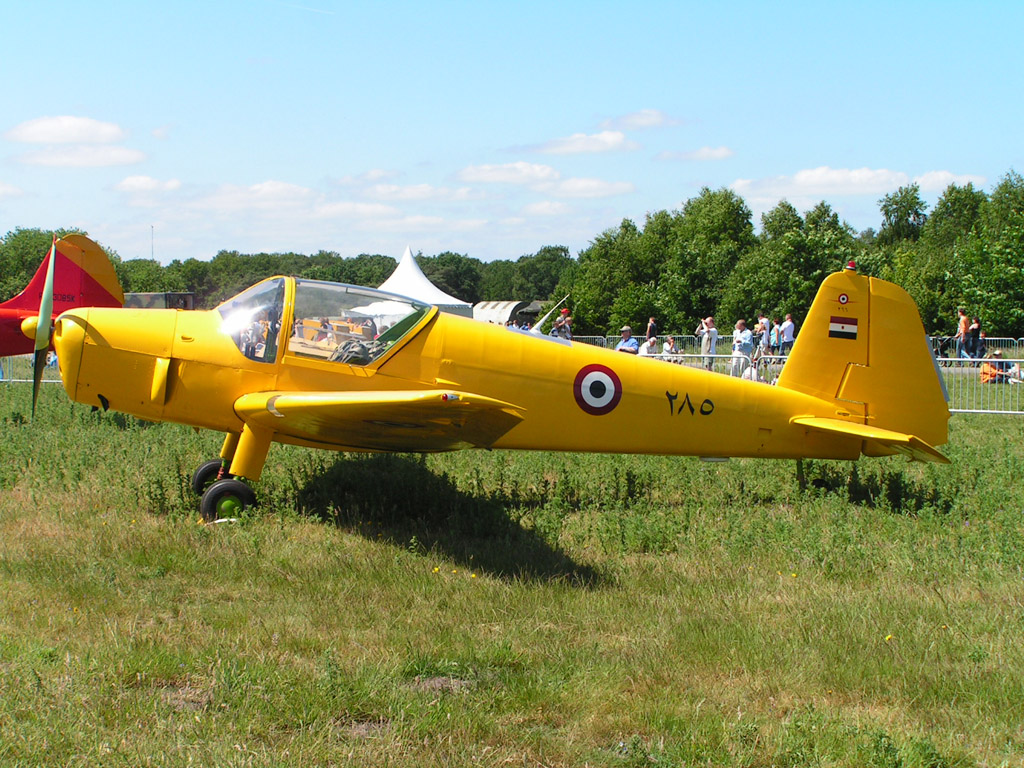
Een Gomhouria Mk.6 285 van de Egyptische luchtmacht op vliegbasis Gilze-Rijen

## Gebruikers
- Algerije – Gomhouria’s
- Nazi-Duitsland
  - Luftwaffe
- Egypte – Gomhouria’s
- Hongarije – Na de Tweede Wereldoorlog
- Kroatië
- Polen – Na de Tweede Wereldoorlog
- Tsjechoslowakije
- Zweden
- Zwitserland

## Trivia
De testpilote Malitta Schenk von Stauffenberg, schoonzuster van Claus von Stauffenberg, vloog een Bü 181 toen ze in 1945 werd neergeschoten door een Amerikaanse piloot die haar vliegtuig per vergissing voor een Focke-Wulf Fw 190 jachtvliegtuig aanzag.